# Claire Atherton
Pour les articles homonymes, voir Atherton.
Claire Atherton, née en 1963 à San Francisco, est une monteuse française et américaine, reconnue pour son travail central dans l'œuvre de Chantal Akerman et pour ses collaborations avec divers cinéastes internationaux.

## Biographie

### Famille
Née en 1963 à San Francisco, aux États-Unis, Claire Atherton grandit à Paris. Elle est la fille de Ioana Wieder, réalisatrice française d’origine juive roumaine, et de John Atherton, universitaire américain. Sa sœur est la violoncelliste Sonia Wieder-Atherton.

### Formation
Intéressée par la philosophie taoïste et l'aspect visuel des caractères chinois, elle séjourne en Chine en 1980 à l'Institut des langues étrangères de Pékin, puis poursuit ses études en langue et civilisation chinoises à l'Institut national des langues et civilisations orientales (INALCO) à Paris. En parallèle, elle intègre le Centre audiovisuel Simone-de-Beauvoir à sa création en 1982, où elle travaille comme technicienne vidéo. Elle fréquente ensuite l'école nationale supérieure Louis-Lumière dont elle sort diplômée en 1986. Elle commence par travailler à l'image et au son, collabore notamment avec Delphine Seyrig et Carole Roussopoulos sur des productions du Centre audiovisuel Simone-de-Beauvoir, et participe à divers autres projets. C'est à partir des années 1990 qu'elle se consacre entièrement au montage.

### Rencontre et collaboration avec Chantal Akerman
Elle rencontre Chantal Akerman en 1984 à l'occasion de l'adaptation au théâtre des correspondances de Sylvia Plath, Letters Home, interprétée par Coralie et Delphine Seyrig. L'actrice, qui est alors présidente du Centre audiovisuel Simone-de-Beauvoir, demande à Claire Atherton d’assister Chantal Akerman pour filmer la représentation.

« J'ai tout de suite senti quand on a commencé le montage que cela allait être le début d'une longue histoire entre Claire et moi. »

Les deux femmes travailleront ensemble pendant plus de trente ans, d'abord à l'image puis au montage,. En 2007, Chantal Akerman évoquait sa collaboration avec Claire Atherton au montage de ses films :
« On est tellement en osmose que parfois on n’a même pas besoin de se parler. […] Par exemple, prenez un plan, la longueur d’un plan. On regarde et toutes les deux, on tape sur la table au même moment : on voit les mêmes choses, on sait en même temps quand il faut arrêter. […] Il n’y a rien de logique dans la longueur d’un plan. Ce n’est que senti. Et c’est une merveille de trouver quelqu’un qui sent comme vous. » 
En parallèle du travail sur les films, Claire Atherton collabore étroitement aux installations vidéo que Chantal Akerman conçoit dès 1995 et qui leur permettent de penser « un montage qui ne serait plus seulement temporel mais aussi spatial. Elle est aujourd'hui responsable de leur mise en espace à l’occasion d’expositions en France et à l’international,,. » 
Leurs dernières collaborations sont l'installation NOW, présentée à la Biennale de Venise en 2015 et le long métrage No Home Movie,. En novembre 2015, lors de l’avant-première du film à la Cinémathèque française, Claire Atherton prononce un texte qu’elle a écrit en hommage à Chantal Akerman.

### Montage: fictions, documentaires, installations vidéo
Claire Atherton travaille également avec de nombreux cinéastes et artistes, en France et à l’étranger. Depuis les années 1980, elle a monté plus de 80 œuvres, des courts et des longs-métrages, des films d’art, des films expérimentaux, des documentaires mais aussi des installations vidéo destinées à des expositions d’art contemporain.

En 2023, Noëlle Pujol parle de leur collaboration régulière depuis 2007 :
« Claire Atherton est monteuse de films de fiction, de documentaires et aussi d’installations vidéo. C’est pour ça que je voulais travailler avec elle. Nous collaborons depuis 2007. Claire compare souvent le montage à la sculpture. Plutôt que de mettre les images et les sons au service d’un message, elle les écoute et elle les façonne pour faire naître le film. Claire place le doute et le mouvement au cœur de son travail. Elle s’intéresse moins à apporter des réponses qu’à poser des questions pour maintenir le cinéma en vie. »
Parmi les réalisateurs et artistes avec lesquels Claire Atherton a régulièrement collaboré, on peut également citer Luc Decaster : 
« Nous regardons plusieurs fois toutes les images, nous communiquons beaucoup sur tous les plans. Claire Atherton travaille de la même manière avec Chantal Akerman, je crois. C’est vraiment la co-auteure du film. Aussi, nous ne faisons jamais d’ours ou de chemin de fer. Nous commençons par un début, et nous avançons petit à petit. Nous revenons en arrière, puis progressons à nouveau. Nous travaillons sur le temps, y compris dans notre pratique du montage. A mesure que nous avançons, nous éliminons des plans, des séquences, et nous parvenons petit à petit à tisser une dramaturgie. Je pense que le film s’impose dans ce travail sur la                     durée. » 
Après la disparition de Chantal Akerman, elle rencontre Éric Baudelaire, artiste et cinéaste avec lequel va se nouer une collaboration particulièrement riche à partir de 2015. Elle devient dès lors la monteuse de tous ses films et c’est avec elle qu'il commence à créer ses premières installations vidéo,.
Parmi quelques-uns des autres projets sur lesquels elle a travaillé, on peut citer le documentaire Mafrouza d’Emmanuelle Demoris dont elle signe en 2007 les parties Coeur et Oh la nuit, et Au Monde de Christophe Bisson en 2013. Plus récemment, elle a monté le film Man in Black de Wang Bing (sélection officielle Cannes 2023), ainsi que The Vanishing Point de Bani Khoshnoudi, qui reçoit le Prix de la Compétition Burning Lights au Festival Visions du Réel (Festival international de cinéma de Nyon) en 2025.

### Autres activités
Claire Atherton est souvent invitée à partager son expérience à l'occasion de masterclasses, séminaires et ateliers, dans des écoles d'art ou de cinéma, en France comme à l’international, dans des institutions telles que La Fémis (Paris), la HEAD – Haute école d'art et de design (Genève), la Elías Querejeta Zine Eskola (Saint-Sébastien) ou la Escuela Internacional de Cine y TV (San Antonio de los Baños, Cuba). Elle écrit régulièrement des textes, publiés dans des ouvrages spécialisés ou parfois mis en ligne. Son texte     « L'art du montage » figure ainsi dans l'ouvrage Montage, une anthologie co-édité par la HEAD et le MAMCO.
En novembre 2023, elle est invitée à concevoir une exposition d'œuvres de Chantal Akerman pour La Virreina Centre de la Imatge à Barcelone. Facing The Image est la première exposition dont elle est commissaire. En 2025, l’exposition est reprise au Artium Museoa à Vitoria-Gasteiz,.

### Reconnaissance
En 2013, la Cinémathèque de Grenoble propose une programmation dédiée à son travail de monteuse,.
À l'occasion de la 72e édition du festival international du film de Locarno, elle reçoit le Vision Award (en). Elle est la première femme à recevoir ce prix qui récompense, depuis 2013, des personnalités qui, « par leur travail en coulisses et leurs créations, ont contribué à élargir l'horizon du cinéma ».

## Filmographie
- 1984 : Le Centre Flora Tristan, Hélène Bourgault
- 1986 : Letters Home, Chantal Akerman
- 1986 : Rue Mallet-Stevens, Chantal Akerman
- 1986 : Le Marteau, Chantal Akerman
- 1989 : Marguerite Paradis, Chantal Akerman
- 1992 : Igor, Jean-François Gallotte
- 1992 : Le cinéma est mort vive le cinéma, Emilio Pacull
- 1993 : D'Est[43], Chantal Akerman
- 1996 : Un divan à New York, Chantal Akerman
- 1993 : Les Profiteroles, couples mixtes à Cuba, Emilio Pacull
- 1994 : Le Gamelan, Alain Jomy
- 1994 : Les Colonnes d’Hercule, Emilio Pacull
- 1994 : Le Cinéma européen, Emilio Pacull
- 1996 : Un divan à New York, Chantal Akerman
- 1996 : Chantal Akerman par Chantal Akerman, dans Cinéma, de notre temps
- 1996 : Les Collèges en Seine Saint-Denis, Emilio Pacull
- 1997 : Héros désarmés, Béatrice Kordon et Sylvie Ballyot
- 1997 : Le jour où…, Chantal Akerman
- 1997 : Ouganda, l'enfance kidnappée, Emilio Pacull
- 1997 : L’Épousée, Françoise Grandcolin
- 1998 : Emma, tribu kanak d’aujourd’hui, Emilio Pacull
- 1999 : Sud[44], Chantal Akerman
- 1999 : Km 250, Anne Faisandier
- 2000 : La Captive[45], Chantal Akerman
- 2001 : Rêve d’usine, Luc Decaster
- 2001 : Filles de nos mères, Séverine Mathieu
- 2002 : De l'Autre Côté, Chantal Akerman
- 2002 : Avec Sonia Wieder-Atherton, Chantal Akerman
- 2003 : Demain on déménage, Chantal Akerman
- 2004 : Opération Hollywood, Emilio Pacull
- 2004 : Autour d'hier, aujourd'hui et demain, Chantal Akerman
- 2005 : Là-bas[46], Chantal Akerman
- 2005 : Héros fragiles, Emilio Pacull
- 2006 : Portrait de Pascale, menuisière, Séverine Mathieu
- 2006 : Rien n’a été fait, Noëlle Pujol et Ludovic Burel
- 2006 : Du sucre et des fleurs dans nos moteurs, Jean-Michel Rodrigo
- 2007 : Entretiens avec Babette Mangolte, Natalia Akerman, Aurore Clément, coffret Chantal Akerman les années 70
- 2007 : Mafrouza, « Cœur », Emmanuelle Demoris
- 2007 : Mafrouza, « Oh la nuit », Emmanuelle Demoris
- 2008 : Mr President, Emilio Pacull
- 2008 : L'Écume des mères, Séverine Mathieu
- 2008 : Tous les enfants sauf un, Noëlle Pujol et Andreas Bolm
- 2008 : Fantaisie pour un château d’eau, Noëlle Pujol
- 2008 : A l'Est avec Sonia Wieder-Atherton, Chantal Akerman
- 2009 : Tombée de nuit sur Shanghai, Chantal Akerman
- 2009 : Petites Histoires de mères, Séverine Mathieu
- 2009 : Dieu nous a pas fait naître avec des papiers, Luc Decaster
- 2009 : Ceux de Primo Levi, Anne Barbé
- 2010 : Histoire racontée par Jean Dougnac, Noëlle Pujol
- 2010 : Sorcières mes sœurs, Camille Ducellier
- 2010 : Détroit ville sauvage, Florent Tillon
- 2010 : On est là, Luc Decaster
- 2011 : La vie est Ailleurs, Elsa Quinette
- 2011 : La Folie Almayer, Chantal Akerman
- 2011 : Les Revenants, Andreas Bolm
- 2011 : Avenue Rivadavia, Christine Seghezzi
- 2012 : Noctambules, Ilham Maad
- 2012 : Décor vidéo pour La Jungle des villes, Bertolt Brecht (Roger Vontobel)
- 2012 : Hungry Man, Philippe Martin
- 2013 : Au monde, Christophe Bisson
- 2013 : Effacée, Anna Feillou
- 2013 : Si j’existe je ne suis pas un autre, Marie Violaine Brincard et Olivier Dury
- 2014 : Qui a tué Ali Ziri ?, Luc Decaster
- 2014 : Histoires de la plaine, Christine Seghezzi
- 2015 : No Home Movie[47], Chantal Akerman
- 2015 : Aux Capucins, Anna Feillou
- 2016 : Jumbo/Toto, histoires d’un éléphant, Noëlle Pujol
- 2016 : Le Juge, Andreas Bolm
- 2016 : Silêncio, Christophe Bisson
- 2016 : Danse avec l’écume, Luc Decaster
- 2017 : Also Known As Jihadi[48], Éric Baudelaire
- 2018 : Walked the Way Home, Éric Baudelaire
- 2018 : Altérations / Kô Murobushi, Basile Doganis
- 2018 : Les Cavaliers Fantômes, Christine Seghezzi
- 2019 : Un film dramatique[49], Éric Baudelaire
- 2020 : The Glove (court métrage), Éric Baudelaire
- 2020 : Le Chant des Oubliés, Luc Decaster
- 2021 : When There Is No More Music to Write, Éric Baudelaire
- 2021 : Une Fleur à la Bouche, Éric Baudelaire
- 2021 : Les lettres de Didier, Noëlle Pujol
- 2021 : Un souvenir d'archives, Christophe Bisson
- 2022 : Intermède, Maria Kourkouta
- 2023 : Man in Black, Wang Bing (sélection officielle Cannes 2023)
- 2024 : Fogo do Vento, Marta Mateus
- 2024 : À la lueur de la chandelle (Sob a chama da candeia), André Gil Mata
- 2025 : Regarde avec mes yeux et donne-moi les tiens, Noëlle Pujol
- 2025 : The Vanishing Point, Bani Khoshnoudi

### Filmographie (image)
- 1986 : 1re assistante opérateur Femmes et Musique, production du Centre audiovisuel Simone-de-Beauvoir
- 1986 : Chef opératrice sur Rue Mallet-Stevens et Le Marteau de Chantal Akerman
- 1988 : 1re assistante opérateur sur Histoires d’Amérique de Chantal Akerman
- 1988 : 1re assistante opérateur sur L’institut du monde Arabe
- 1988 : Chef opératrice sur Marguerite Paradis de Chantal Akerman
- 1988 : 1re assistante opérateur sur Notes pour Debussy de Jean-Patrick Lebel
- 1990 : Chef opératrice sur Igor de Jean-François Gallotte

### Installations (montage et mise en espace)
- 1995 : D’Est, au bord de la fiction[50], Chantal Akerman
- 1995 : Le 25e écran[51], Chantal Akerman
- 1998 : Selfportrait / Autobiography: A Work in Progress[52], Chantal Akerman
- 2001 : Woman Sitting After Killing[53], Chantal Akerman
- 2002 : From the Other Side[54], Chantal Akerman
- 2002 : A voice in the Desert[55], Chantal Akerman
- 2003 : From the Other Side, Fragment[56], Chantal Akerman
- 2004 : Marcher à côté de ses lacets dans un frigidaire vide[57], Chantal Akerman
- 2007 : La Chambre[58], Chantal Akerman
- 2007 : Je tu il elle[59], Chantal Akerman
- 2007 : In the Mirror[60], Chantal Akerman
- 2008 : Femmes d’Anvers en Novembre[61], Chantal Akerman
- 2008 : Décor vidéo de Chantal Akerman pour I am a mistake de Jan Fabre
- 2009 : Maniac Summer[62], Chantal Akerman
- 2009 : Tombée de nuit sur Shanghai, Chantal Akerman
- 2012 : Maniac Shadows[63], Chantal Akerman
- 2010 : My Mother Laughs, Prelude[64], Chantal Akerman
- 2014 : De la mèr(e) au désert[65], Chantal Akerman
- 2015 : NOW, Chantal Akerman[66], Chantal Akerman
- 2019 : Tu peux prendre ton temps[67], Éric Baudelaire
- 2021 : This Flower in My Mouth[68], Éric Baudelaire

### Textes publiés
- 2015 : « Hommage à Chantal Akerman »

Texte écrit et lu par Claire Atherton à la Cinémathèque française à Paris, le 16 novembre 2015, à l’occasion de la projection en avant-première du film No Home Movie. Ce texte a été mis en ligne en 2020 par la revue Sabzian. Une traduction anglaise du texte (par Felicity Chaplin) a été publiée dans le numéro de Senses of Cinema intitulé « Chantal Akerman: An Intimate Passion », ainsi que dans le volume 34-1 de la revue Camera Obscura: Feminism, Culture and Media Studies. Le texte a également été présenté sous la forme d’une installation dans l’exposition Facing the Image en 2023 à La Virreina Centre de la Imatge à Barcelone et en 2025 au Artium Museoa à Vitoria-Gasteiz.
- 2018 : « L’art du montage »

Texte publié dans le numéro 82 de la revue Vacarme (disponible en ligne), mis en ligne en 2020 par la revue Sabzianet publié dans l'ouvrage Montage, une anthologie co-édité par la HEAD et le MAMCO.
- 2018 : «Pouvons-nous être en relation avec ce qui est ? »

Contribution à l’ouvrage Qu'est-ce que le réel ? Des cinéastes prennent position publié par le Cinéma du Réel. Ce texte a été mis en ligne en 2020 par la revue Sabzian.
- 2019 : "Living Matter"

Texte publié dans la revue Bomb Magazine (disponible en ligne).
- 2020 : "Sometimes we feel lost"

Texte publié dans l'ouvrage ¿Qué será del cine? Postales para el futuro.

### Entretiens et masterclass disponibles en ligne (vidéos et radio)
- 2013 : « En montage avec Claire Atherton », Cinémathèque et École d'art de Grenoble[75]
- 2014 : « Leçon de Cinéma avec Claire Atherton », Festival Bande(s) à part, Bobigny (modérée par Jean-Sébastien Chauvin)[76]
- 2016 : « Ecouter les images », Télé Lacan, entretien avec Ariane Chottin[77]
- 2016 : « L’art du montage », Visions du Réel – Festival international de Cinéma de Nyon[78]
- 2016 : « Entretien avec Claire Atherton » (version longue), réalisé par Marie Voignier dans le cadre de l’atelier « Le présent de nos savoirs #3 : Les monteuses dans le cinéma », Lafayette Anticipations[79]
- 2016 : « Leçon de cinéma : Claire Atherton avec Arnaud Hée • 1ère partie », Festival Traces de vie Clermont Ferrand[80]
- 2016 : « Leçon de cinéma : Claire Atherton avec Arnaud Hée • 2nde partie », Festival Traces de vie Clermont Ferrand[81]
- 2017 : « Chantal Akerman, à vous de voir » (avec Claire Atherton, C. Rondeau et M. Macheret), France Culture[82]
- 2018 : « À propos de Chantal Akerman - Dialogue avec Claire Atherton », Cinémathèque Française, Paris[83]
- 2018 : « Toute une nuit avec Chantal Akerman », France Culture[84]
- 2018 : « Rencontre avec Claire Atherton », Festival « Histoires du Cinéma », Cinémathèque de Toulouse[85]
- 2018 : « Table ronde lors du lancement de "Montage. Une anthologie (1913-2018)" », Centre Culturel Suisse, Paris[86]
- 2019 : « Conversation avec Claire Atherton », 72ème Festival International du film de Locarno[87]
- 2019 : « Leçon de montage avec Claire Atherton », Cinéma moderne à Montréal[88]
- 2020 : « Pensadores Contemporáneos en Síntesis », entretien avec Bani Khoshnoudi, TV UNAM (français sous-titré en espagnol)[89]
- 2021 : « Claire Atherton à propos D'Est de Chantal Akerman • 1ère partie », La Cinetek[90]
- 2021 : « Claire Atherton à propos D'Est de Chantal Akerman • 2ème partie », La Cinetek[91]
- 2021 : « Colloque International EDITING ARTS », Politique et esthétique du montage cinématographique. Du cinéma à l’installation, Arts HEAD Genève[92]
- 2022 : « La Compagnie des Oeuvres — Les images et les mots de Chantal Akerman » avec Claire Atherton, France Culture[93]
- 2022 : « Rencontre avec Claire Atherton et Olga Kobryn - Projection Sud de C. Akerman », Passagers du Réel, Bordeaux[94]
- 2022 : « Saisir l'intime de l’histoire, Olga Kobryn et Claire Atherton », Passagers du Réel, Bordeaux[95]
- 2022 : « Entretien avec Claire Atherton », En Attendant Godard (version longue)[96]
- 2022 : « L’Expérience — Letters Home, making-of » (avec Claire Atherton, Coralie Seyrig, Luc Benhamou), France Culture[97]
- 2023 : « Les Films qui ont changé le monde, Jeanne Dielman de Chantal Akerman » avec Claire Atherton, France Culture[98]
- 2025 : « Le montage, un enjeu crucial pour le documentaire de création », Web rencontres Addoc[99]